# Canada Masters 2001 - Qualificazioni singolare maschile
Le qualificazioni del singolare maschile del Canada Masters 2001 sono state un torneo di tennis preliminare per accedere alla fase finale della manifestazione. I vincitori dell'ultimo turno sono entrati di diritto nel tabellone principale. In caso di ritiro di uno o più giocatori aventi diritto a questi sono subentrati i lucky loser, ossia i giocatori che hanno perso nell'ultimo turno ma che avevano una classifica più alta rispetto agli altri partecipanti che avevano comunque perso nel turno finale.
Le qualificazioni del torneoCanada Masters  2001 prevedevano 32 partecipanti di cui 8 sono entrati nel tabellone principale.

## Teste di serie
1. Ivan Ljubičić (Qualificato)
2. Michael Russell (Qualificato)
3. Chris Woodruff (Qualificato)
4. Martin Lee (Qualificato)
5. Paradorn Srichaphan (ultimo turno)
6. Cecil Mamiit (Qualificato)
7. Michaël Llodra (Qualificato)
8. Wayne Black (ultimo turno)

1. Jamie Delgado (ultimo turno)
2. Nicolás Todero (primo turno)
3. Ronald Agénor (Qualificato)
4. Vince Spadea (ultimo turno)
5. Michael Tebbutt (primo turno)
6. Noam Behr (Qualificato)
7. Todd Woodbridge (ultimo turno)
8. Martin Damm (ultimo turno)

## Qualificati
1. Ivan Ljubičić
2. Michael Russell
3. Chris Woodruff
4. Martin Lee

1. Ronald Agénor
2. Cecil Mamiit
3. Michaël Llodra
4. Noam Behr

## Tabellone

### Legenda
| - Q = Qualificato - WC = Wild card - LL = Lucky loser | - ALT = Alternate - SE = Special Exempt - PR = Protected Ranking | - w/o = Walkover - r = Ritirato - d = Squalificato |

### Sezione 1
|  | Primo turno | Primo turno    | Primo turno    | Primo turno | Primo turno |  |  | Ultimo turno | Ultimo turno  | Ultimo turno  | Ultimo turno | Ultimo turno |  |
|  |             |                |                |             |             |  |  |              |               |               |              |              |  |
|  | 1           | Ivan Ljubičić  | Ivan Ljubičić  | 6           | 6           |  |  |              |               |               |              |              |  |
|  |             | Dominic Boulet | Dominic Boulet | 4           | 1           |  |  | 1            | Ivan Ljubičić | Ivan Ljubičić | 7            | 7            |  |
|  | 12          | Vince Spadea   | Vince Spadea   | 6           | 7           |  |  | 12           | Vince Spadea  | Vince Spadea  | 68           | 64           |  |
|  |             | Emin Ağayev    | Emin Ağayev    | 4           | 63          |  |  |              |               |               |              |              |  |

### Sezione 2
|  | Primo turno | Primo turno     | Primo turno | Primo turno | Primo turno |  |  | Ultimo turno | Ultimo turno    | Ultimo turno | Ultimo turno | Ultimo turno |  |
|  |             |                 |             |             |             |  |  |              |                 |              |              |              |  |
|  | 2           | Michael Russell | 2           | 6           | 6           |  |  |              |                 |              |              |              |  |
|  |             | Jim Thomas      | 6           | 3           | 3           |  |  | 2            | Michael Russell | 4            | 6            | 6            |  |
|  | 9           | Jamie Delgado   | 6           | 3           | 7           |  |  | 9            | Jamie Delgado   | 6            | 3            | 4            |  |
|  |             | Phillip King    | 2           | 6           | 5           |  |  |              |                 |              |              |              |  |

### Sezione 3
|  | Primo turno | Primo turno       | Primo turno     | Primo turno | Primo turno |  |  | Ultimo turno | Ultimo turno    | Ultimo turno    | Ultimo turno | Ultimo turno |  |
|  |             |                   |                 |             |             |  |  |              |                 |                 |              |              |  |
|  | 3           | Chris Woodruff    | 3               | 6           | 6           |  |  |              |                 |                 |              |              |  |
|  |             | Jocelyn Robichaud | 6               | 2           | 2           |  |  | 3            | Chris Woodruff  | Chris Woodruff  | 6            | 6            |  |
|  | 15          | Todd Woodbridge   | Todd Woodbridge | 7           | 6           |  |  | 15           | Todd Woodbridge | Todd Woodbridge | 1            | 1            |  |
|  |             | Rafael De Mesa    | Rafael De Mesa  | 5           | 1           |  |  |              |                 |                 |              |              |  |

### Sezione 4
|  | Primo turno | Primo turno    | Primo turno    | Primo turno | Primo turno |  |  | Ultimo turno | Ultimo turno | Ultimo turno | Ultimo turno | Ultimo turno |  |
|  |             |                |                |             |             |  |  |              |              |              |              |              |  |
|  | 4           | Martin Lee     | 7              | 65          | 6           |  |  |              |              |              |              |              |  |
|  |             | Gabriel Trifu  | 63             | 7           | 1           |  |  | 4            | Martin Lee   | Martin Lee   | 7            | 6            |  |
|  | 16          | Martin Damm    | Martin Damm    | 6           | 6           |  |  | 16           | Martin Damm  | Martin Damm  | 6(0)         | 4            |  |
|  |             | Philip Gubenco | Philip Gubenco | 2           | 4           |  |  |              |              |              |              |              |  |

### Sezione 5
|  | Primo turno | Primo turno         | Primo turno         | Primo turno | Primo turno |  |  | Ultimo turno | Ultimo turno        | Ultimo turno        | Ultimo turno | Ultimo turno |  |
|  |             |                     |                     |             |             |  |  |              |                     |                     |              |              |  |
|  | 5           | Paradorn Srichaphan | Paradorn Srichaphan | 7           | 6           |  |  |              |                     |                     |              |              |  |
|  |             | Tripp Phillips      | Tripp Phillips      | 62          | 4           |  |  | 5            | Paradorn Srichaphan | Paradorn Srichaphan | 2            | 4            |  |
|  | 11          | Ronald Agénor       | Ronald Agénor       | 6           | 6           |  |  | 11           | Ronald Agénor       | Ronald Agénor       | 6            | 6            |  |
|  |             | Frank Dancevic      | Frank Dancevic      | 4           | 4           |  |  |              |                     |                     |              |              |  |

### Sezione 6
|  | Primo turno | Primo turno      | Primo turno  | Primo turno | Primo turno |  |  | Ultimo turno | Ultimo turno   | Ultimo turno   | Ultimo turno | Ultimo turno |  |
|  |             |                  |              |             |             |  |  |              |                |                |              |              |  |
|  | 6           | Cecil Mamiit     | Cecil Mamiit | 6           | 6           |  |  |              |                |                |              |              |  |
|  |             | Diego Ayala      | Diego Ayala  | 2           | 3           |  |  | 6            | Cecil Mamiit   | Cecil Mamiit   | 6            | 6            |  |
|  |             | Nicolás Todero   | 4            | 6           | 6           |  |  |              | Nicolás Todero | Nicolás Todero | 3            | 4            |  |
|  | 10          | Jeff Salzenstein | 6            | 3           | 4           |  |  |              |                |                |              |              |  |

### Sezione 7
|  | Primo turno | Primo turno       | Primo turno | Primo turno | Primo turno |  |  | Ultimo turno | Ultimo turno    | Ultimo turno | Ultimo turno | Ultimo turno |  |
|  |             |                   |             |             |             |  |  |              |                 |              |              |              |  |
|  | 7           | Michaël Llodra    | 1           | 6           | 7           |  |  |              |                 |              |              |              |  |
|  |             | Mark Parsons      | 6           | 4           | 5           |  |  | 7            | Michaël Llodra  | 5            | 6            | 6            |  |
|  |             | Michael Tebbutt   | 7           | 3           | 7           |  |  |              | Michael Tebbutt | 7            | 4            | 2            |  |
|  | 13          | Cristiano Caratti | 5           | 6           | 62          |  |  |              |                 |              |              |              |  |

### Sezione 8
|  | Primo turno | Primo turno      | Primo turno      | Primo turno | Primo turno |  |  | Ultimo turno | Ultimo turno | Ultimo turno | Ultimo turno | Ultimo turno |  |
|  |             |                  |                  |             |             |  |  |              |              |              |              |              |  |
|  | 8           | Wayne Black      | Wayne Black      | 6           | 7           |  |  |              |              |              |              |              |  |
|  |             | Kristian Capalik | Kristian Capalik | 2           | 5           |  |  | 8            | Wayne Black  | Wayne Black  | 0            | 2            |  |
|  | 14          | Noam Behr        | Noam Behr        | 6           | 6           |  |  | 14           | Noam Behr    | Noam Behr    | 6            | 6            |  |
|  |             | Oren Motevassel  | Oren Motevassel  | 2           | 0           |  |  |              |              |              |              |              |  |